# Ferruccio Giannini
Ferruccio Giannini (Barga, prop de Lucca, 15 de novembre de 1868 – Filadèlfia, 17 de setembre de 1948) fou un tenor italià naturalitzat estatunidenc.
A l'edat de 17 anys va emigrar als Estats Units. A Boston va estudiar cant amb Eleodoro De Campi. El 1891 va fer el seu debut a Boston i entre 1892 i 1894 es va embarcar en una gira pels Estats Units amb la Mapleson Opera Company.
Després es va establir a Filadèlfia, continuant actuant en òperes i concerts als Estats Units. Professor de cant, va obrir un petit teatre a Filadèlfia on va organitzar òperes i concerts amb els seus estudiants. Va ser el fundador de lÒpera Verdi de Filadèlfia.
Giannini va ser un dels primers tenors lírics a fer enregistraments, per a la Berliner Philharmoniker el 1896, i més tard per a Victor i Zonophone.
Casat amb la violinista Antonietta Briglia, els seus tres fills van tenir una brillant carrera en l'òpera. Dusolina Giannini va ser una famosa soprano dramàtica que va actuar en els principals escenaris d'Europa i Amèrica. Eufemia Giannini Gregory va ser professora de cant a l'Institut Curtis de Música durant 40 anys, comptant entre els seus alumnes celebritats com Anna Moffo i Judith Blegen. Vittorio Giannini va ser un reconegut compositor d'òperes.